# Herpotrichia nigrotuberculata
Herpotrichia nigrotuberculata är en svampart som först beskrevs av I. Hino & Katum., och fick sitt nu gällande namn av Piroz. 1972. Herpotrichia nigrotuberculata ingår i släktet Herpotrichia, ordningen Pleosporales, klassen Dothideomycetes, divisionen sporsäcksvampar och riket svampar.   Inga underarter finns listade i Catalogue of Life.